# Anaïs Anaïs
Pour les articles homonymes, voir Anais.
Anaïs Anaïs est un parfum féminin de Cacharel, créé en 1978 et sorti en 1985, puis à nouveau et en version modernisée en 2014. Il s'agit du parfum « phare » de la marque.

## Création
La marque Cacharel est créée par Jean Bousquet dans les années 1970 et se concentre d'abord sur le prêt-à-porter. Le parfum Anaïs Anaïs est créé en 1978 par les parfumeurs Paul Léger, Raymond Chaillan, Robert Gonnon et Roger Pellegrino de la société Firmenich, et fait partie de la famille « floral vert » ; Annette Louit, alors jeune chef de produit, y travaille également. L'histoire voudrait que l'idée d'un parfum symbolisant l'entre-deux adolescence-âge adulte ait été imaginée par Bousquet et le directeur général de L'Oréal lors d'un vol Mexico-Paris la même année. « Sous un cœur délicat composé de lys, de muguet, de rose, de chèvrefeuille et de jasmin, Anaïs Anaïs révèle un sillage plus émancipé qu'il n'y paraît, pimenté de cèdre, de santal et d'ambre. Pour la première fois dans l'histoire de la parfumerie, c'est un collectif de nez qui l'a formulé […], et les quatre hommes ont su se mettre au diapason de la rue »,. Son nom s'inspire d'Anaïtis, la déesse orientale de l'amour des Perses et des Arméniens.

## Succès
Anaïs Anaïs est d'abord refusé pendant deux ans par François Dalle, directeur général de L'Oréal ; le tout premier lancement est d'ailleurs un échec. Mais il devient rapidement un succès, un temps le parfum le plus vendu dans le monde, avec plus de 250 millions de flacons.
Élisabeth de Feydeau, auteur de Les Parfums, Histoire, anthologie, dictionnaire écrit ainsi « Ce parfum est une vraie leçon de marketing. Il est arrivé au bon moment, représentant un équilibre parfait entre ce qui était tendance, Cacharel, et ce qui est éternel, le romantisme. Son jus joue sur l'ambivalence propre aux teen-agers à qui il s'adresse. Le lys est blanc mais sa trace, animale. La fraîcheur cède vite sa place à la suavité. En 1985, tout le monde porte Anaïs Anaïs. Les étudiantes de Mai 68 devenues des femmes, leurs petites sœurs et désormais leurs filles ». Le parfum bénéficie également d'« une image rassurante. L'offrir à sa fille, pour une mère, c'est léguer une part de sa féminité. Une sorte d'initiation chaste note Rafaële Brzuchacz, directrice marketing international des fragrances chez Cacharel. ».
Ce qui est le premier parfum de la marque Cacharel est numéro un des ventes dans plusieurs pays du monde. France-Soir écrit en 1985 : « Cacharel a la magic touch, les idées avant tout le monde ». Ce parfum destiné aux adolescentes laisse parler d'une génération Anaïs Anaïs, alors que 3 000 petites filles sont ainsi baptisées cette année-là, soit deux fois plus qu'en 1984 et dix fois qu'en 1975. Il s'imbrique dans une époque où l'« on n'est plus adolescent à seize ans mais à treize », et où les boums, les quarts d'heures américains, le smurf et le film La Boum sont à la mode. En effet, une nouvelle vague dans la cible adolescente dans le domaine marketing apparaît, après celle des années 1960 : Élisabeth de Feydeau écrit ainsi : « Fait nouveau en France, les jeunes ont du pouvoir et du pouvoir d'achat. On a compris qu'il fallait les séduire. La société de consommation s'emballe : comme le cinéma et la télévision, l'industrie de la mode et du parfum part à la conquête des adolescents ».

## Publicité
Inspiré de pots à parfums du XVIIIe siècle, le flacon est dessiné par Annegret Beir ; il est en opaline blanche opaque. Il s'agit d'une forme de « révolution », dans la mesure où les flacons des parfums étaient généralement jusque-là tout sauf sobres.
La campagne d'affichage présente « deux jeunes filles se murmur[ant] des confidences ». La photographe est la Française Sarah Moon. « Regard sombre, cou immense et teint de porcelaine, on est à des années-lumière des yuppies, des business women et des beautés vénéneuses de Revlon (Charlie), Yves Saint Laurent (Paris) et Dior (Poison). Comme un bel écho à l'adolescence trouble, parfaite incarnation de la dualité du jus (et de la répétition dans le nom), le visage d'Anaïs Anaïs est double. On ignore si ces deux filles sont une seule, des sœurs, des amies… Plus que ça, même ? Sarah Moon sème le doute, Cacharel créé le buzz. Au même moment, la marque lance le principe des goodies, ces accessoires cadeaux offerts avec le parfum (pochette, maquillage, etc.) ». Cette première publicité s'accompagne du slogan « Un jour la tendresse s'étendra sur le monde ».
Le succès du parfum s'explique aussi par la stratégie marketing employée : Anaïs Anaïs est l'un des premiers parfums à être présent dans de grandes surfaces comme Prisunic, s'affranchissant en partie du monde du luxe. Toutefois, sitôt le succès obtenu, le parfum réintègre les parfumeries traditionnelles.

## Postérité
Le parfum sert L'Oréal, propriétaire de Cacharel, dans son essor au niveau international. Mais déjà un an plus tard, la féminité change de ton avec le parfum Obsession de Calvin Klein, porté par une Kate Moss « cheveux défaits et regard cerné ».
On compte parmi les marques influencées : 
- Beautiful d'Estée Lauder (1985)
- Ça Sent Beau de Kenzo (1988)
- Baby Doll d'Yves Saint Laurent (1999)
- Amor Amor de Cacharel (2003)
- Nina de Nina Ricci (2006)
- A Scent d'Issey Miyake (2009)
- Baiser Volé de Cartier (2011)
- L.I.L.Y. de Stella McCartney (2012)